# 9934 Caccioppoli
9934 Caccioppoli este un asteroid din centura principală de asteroizi.

## Descriere
9934 Caccioppoli este un asteroid din centura principală de asteroizi. A fost descoperit pe 20 octombrie 1985 la Stația Anderson Mesa de Edward L. G. Bowell. Asteroidul prezintă o orbită caracterizată de o semiaxă mare de 2,58 ua, o excentricitate de 0,23 și o înclinație de 16,6° în raport cu ecliptica.